# Intendant des îles de France et de Bourbon
L'intendant des îles de France et de Bourbon, parfois appelé intendant des Mascareignes ou simplement intendant de l'Île-de-France, est l'intendant qui était responsable de l'ensemble des îles de l'archipel des Mascareignes, dans le sud-ouest de l'océan Indien, alors que celui-ci était encore entièrement sous souveraineté française. Il était basé sur l'Île-de-France, l'actuelle île Maurice.
D'après l'historien du XIXe siècle Georges Azéma, cette fonction fut créée à la suite de la rétrocession des Mascareignes au roi de France par la Compagnie des Indes orientales dans les années 1760, et Pierre Poivre en fut le premier titulaire.

## Pouvoirs
L'intendant des îles de France et de Bourbon agissait en certaines matières conjointement au gouverneur général des Mascareignes, autre fonction administrative créée à l'occasion de la restitution de l'archipel et basée sur l'Île-de-France. Ainsi, toujours selon Georges Azéma, ils formaient ensemble chaque année un état des besoins des territoires concernés et des demandes qu'ils jugeaient nécessaires d'adresser au roi de France. Ils décidaient également de concert de l'affranchissement des esclaves, des corvées pour l'entretien des routes, des règlements pour l'approvisionnement des colonies, pour la pêche dans les rivières et la chasse sur les terres et dans les bois qui n'étaient pas clos. En outre, « ils avaient la police des ports, et nommaient provisoirement aux places d'assesseurs, de substituts et de greffiers ».
En revanche, si le gouverneur avait seul la haute main sur les commandants et officiers employés dans son gouvernement, et en général sur tous les habitants, l'intendant s'occupait quant à lui en toute autonomie de la régie et des finances royales : « il était chargé de l'entretien des bâtiments publics, des hôpitaux et des lieux où se rendait la justice. Il avait, sur ce qui concerne la marine royale et marchande, les mêmes pouvoirs que les ordonnances attribuaient aux intendants des ports de France ».
Comme le gouverneur était représenté par un commandant particulier à Bourbon, l'actuelle île de La Réunion, l'intendant des îles de France et de Bourbon y était quant à lui représenté par un commissaire général ordonnateur.

## Liste non exhaustive des titulaires de la fonction
| Dates                    | Noms                                                                  |
| ------------------------ | --------------------------------------------------------------------- |
| 14 juillet 1767 - 1772   | Pierre Poivre (1710-1786)                                             |
| 1772 - 1776              | Jacques Maillart Du Mesle                                             |
| 1776 - 1781              | Denis-Nicolas Foucault                                                |
| 1781 - octobre 1785      | Étienne Claude Chevreau (1730-1785)                                   |
| octobre 1785 - août 1789 | Augustin-François Motais de Narbonne (1747-1827)                      |
| 1789 - 1798              | André Julien Dupuy (19 juin 1759-7 janvier 1832) comte Du Puy en 1817 |
| 1798 - 1803              | Jean-Baptiste Thibault de Chanvalon (6 février 1751-)                 |